# مارا مارغريت هيلموت
مارا مارغريت هيلموت (بالإنجليزية: Mara Margaret Helmuth)‏ هي معلمة موسيقى وملحنة أمريكية، ولدت في 1957.